# Flumazenil

Strukturformel.

Flumazenil är en antagonist för GABA(A)-receptorns modulerande säte. Den används som antidot vid överdosering av bensodiazepiner och bensodiazepinanaloger (exempelvis zopiklon och zolpidem), vilka till skillnad från flumazenil aktiverar GABA(A)-receptor/jonkanalkomplexet och främjar inflöde av kloridjoner.